# Afrikaanse klauwiervliegenvanger
De Afrikaanse klauwiervliegenvanger (Megabyas flammulatus) is een zangvogel uit de familie Vangidae (vanga's).

## Verspreiding en leefgebied
Deze soort komt voor in westelijk en centraal Afrika en telt twee ondersoorten:
- M. f. flammulatus: van Guinee tot westelijk Congo-Kinshasa.
- M. f. aequatorialis: van noordelijk Angola tot zuidelijk Zuid-Soedan, westelijk Kenia en noordwestelijk Zambia.

## Status
De grootte van de populatie is niet gekwantificeerd maar de soort wordt omschreven als schaars tot zeer algemeen. Op de Rode lijst van de IUCN heeft deze soort de status niet bedreigd.